# 다리얄 레이더

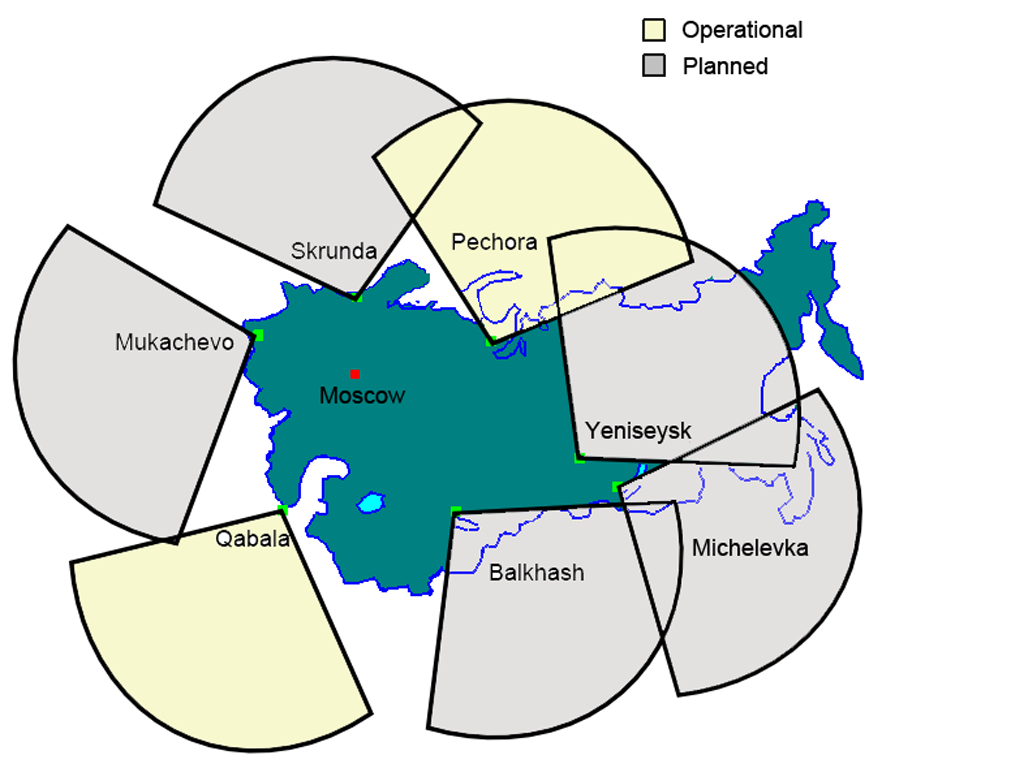
Daryal 레이다 계획

다리얄(Daryal)은 소련이 건설한 조기경보레이다이다. 이 안테나는 약 500 미터 (1,640 피트)에서 1.5 킬로미터 (4,921 피트)로 구분 된 2 개의 대형 액티브 위상 배열 안테나로 구성되며 송신기 배열은 30m × 40m (98ft × 131ft)이고 수신기는 80m × 80m (260ft × 260ft) 크기이다. 이 시스템은 1.5 ~ 2 미터 (150 ~ 200 MHz)의 파장에서 작동하는 VHF 시스템이다. 초기 전송 용량은 50MW이며 목표 용량은 350MW이다. 레이다 설계자 RTI Mints는 각 Daryal 수신기가 100 × 100m 이고 4,000 개의 교차 다이폴을 가지고 있다고 말한다. 각 송신기는 40 × 40m이며 1,260 개의 모듈이 있으며 각각 300kW를 지원한다. 그들은 레이다의 목표가 0.1 ~ 0.12m 2 인 6,000km의 범위를 가지고 있다고 말한다. 동시에 20 개의 물체를 추적 할 수 있으며 4 개의 방해 전파 소스에 대처할 수 있다. 설계자인 빅토르 이반 소프 ( Viktor Ivantsov)는 (Daryal) 사업으로 " 노동의 영웅 (Hero of Labor) "이라는 칭호를 받았다.

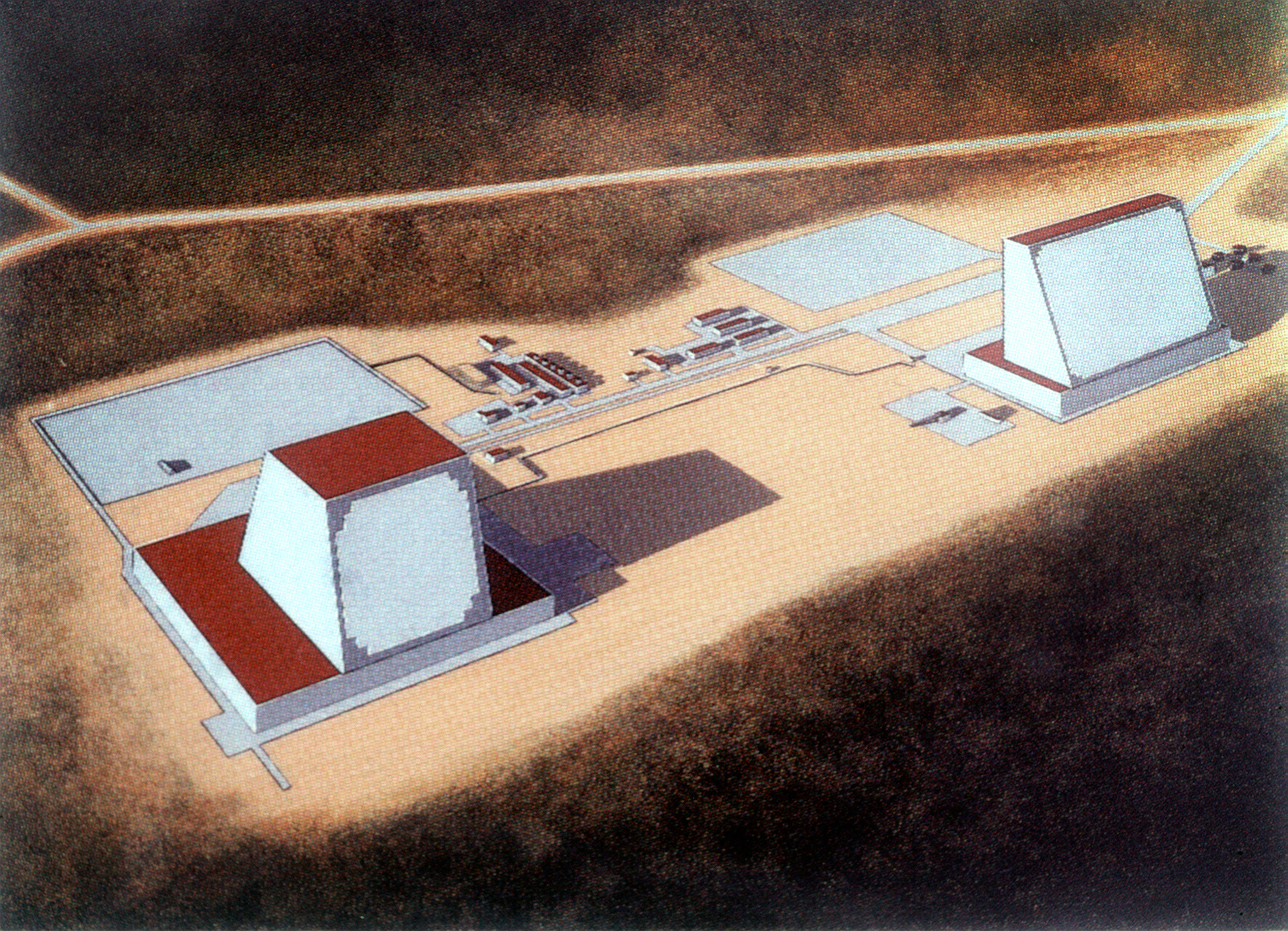
Daryal Pechora radar concept

## 개요
최초의 Daryal 형 레이다는 1977년 Olenegorsk 에 건설된 능동적 인 전자 주사 배열이었다. 그것은 수신기 건물이었고 Daryal 이라기보다는 Daugava라고 불렸었다. 그것은 인접한 Dnestr-M 레이다의 송신기를 사용했다. 이 두 개의 Daryal 레이다는 Pechora (1983)와 Qabala (1985)에서 건설됐다. 새로운 Daryal-U 레이다는 근처의 발 하쉬-9에 대한 계획되었다. 원래 7 개 이상의 Daryal 시설이 계획되었지만 Pechora 와 Gabala 라는 이름의 처음 2개 시설만 운영되었다. 미국 클린턴 행정부는 미사일 방어 체제의 미국 배치를 허용하기 위해 대 탄도 미사일 조약을 개정하는 대신에 Mishelevka 시설을 완공하는데 재정 지원을 제공했다. 러시아는 이 제안을 거부했고 2002년에 미국은 ABM 조약에서 일방적으로 철회했다. 우크라이나에 있는 무 카체 보 (Mukachevo)는 소련의 붕괴 이후 결코 완성되지 않았고 Skrunda 시설은 미 국방성에 의해 마련된 새로 독립된 라트비아에 의해 철거되었다.
Yeniseysk (Krasnoyarsk) Daryal-U 부지는 서부 지역에서 1980년대 건설 중 ABM 조약 준수에 대한 우려를 나타냈습니다. 제6 조 (b) 항은 레이다가 국토의 주변부와 바깥쪽을 향하고 Yeniseysk 레이다가 시베리아를 마주 보도록 요구한다. 협상이 끝난 1989년 9월 소련은 조약 위반으로 시운전을 중단하고 시설을 해체했다.

## 제원
- 건설연도 : 1984년
- 건설숫자 : 8대 계획, 2대 실제 운용
- 유형 : 조기경보 레이다
- 주파수 : 150–200 MHz (VHF)
- 탐지거리 : 6,000km (0.1 sqm 표적 기준)

## 같이 보기
- J/FPS-3
- J / FPS-7
- 그린파인 레이다
- AN/TPY-2
- 보로네시 (레이다)